# 地奇螳属
地奇螳属（学名：Geothespis）是色翅螳科的一属。

## 下属物种
本属包括以下物种：
- Geothespis australis Giglio-Tos, 1916